# Yasmine Modestine
 (septembre 2023).
Si vous disposez d'ouvrages ou d'articles de référence ou si vous connaissez des sites web de qualité traitant du thème abordé ici, merci de compléter l'article en donnant les références utiles à sa vérifiabilité et en les liant à la section « Notes et références ».
Yasmine Modestine est une actrice, chanteuse auteure-compositrice et dramaturge française. Ses chansons sont ancrées dans la tradition de la chanson à texte, influencées par la pop anglaise, et émaillées de quelques accents jazz.

## Biographie
Yasmine Modestine grandit en Normandie, où elle commence à composer et à chanter, ainsi qu'à jouer de la guitare, puis du piano. À dix-huit ans, elle est partagée entre deux désirs, le théâtre et la musique. Elle entre au Conservatoire national supérieur d'art dramatique, puis commence à travailler au théâtre, au cinéma, à la télévision et à la radio.
Elle commence à chanter ses chansons sur scène dans les années 1990, seule au piano, ou accompagnée par de jeunes musiciens, dans des clubs de jazz parisiens, ainsi qu'en province (CDN de Bordeaux, etc).
En parallèle, elle travaille au théâtre avec Gabriel Garran, Robert Gironès, Jean-Louis Thamin, Stanislas Nordey, Jean-Claude Fall, Geneviève Mnich, Isabelle Hurtin, Aline Cesar, Laure Marion, Jean-René Lemoine, Patrick Pineau. dans des pièces contemporaines (Normand Chaurette, Jean Audureau, Jean-Marie Besset, Jean Magnan, Bertolt Brecht…)
En 2006, elle réalise une émission de radio, Métis nous sommes des 200 %, deux sangs pour sang, pour Surpris par la Nuit de Alain Veinstein sur France Culture.
En 2009, elle donne son premier concert solo en Angleterre, et au printemps 2010, effectue sa première tournée en Corée du Sud, pour les célébrations du quarantième anniversaire de la francophonie.
En mars 2010, Yasmine Modestine, sort son premier album, A-Live !, enregistré en live avec des musiciens classiques. Son deuxième album Out of the Blue (2010) est enregistré en studio avec des musiciens de la scène jazz et d'ailleurs : Rémi Toulon (pianiste du groupe Take 3), Émile Biayenda (percussionniste du groupe Les Tambours de Brazza), Jean-Luc Arramy (bassiste de Thomas Fersen), Berti Vox (guitariste et chanteur) et Samuel Modestine (saxophone). La même année, sa pièce de théâtre, Mademoiselle est publiée par Les Éditions Le Solitaire. La pièce avait été retenue l'année précédente par le bureau des Lectures de la Comédie Française.
En 2011, Les Éditions Le Solitaire publient ses deuxième et troisième pièces Le Prince Charmant et Le Chinois Vert à Pattes Jaunes.
En 2015, elle publie Quel dommage que tu ne sois pas plus noire aux Editions Max Milo.
En 2020, elle publie Noires mais blanches, blanches mais noires : les figures féminines noires ou métisses au théâtre de Cléopâtre à Ourika, aux Editions L'Harmattan.
En 2024, elle publie Et John Lennon est mort aux Editions TriArtis.

### Contre la discrimination
Engagée contre les discriminations, elle a fait constater par la HALDE la discrimination à laquelle sont confrontés les acteurs de doublages noirs, les directeurs de casting rejetant régulièrement des candidats noirs parce qu'ils estiment que ceux-ci ont une voix trop spécifique, inadaptée à un personnage blanc, alors que les acteurs blancs, au contraire, seraient censés avoir des voix « universelles ». Ainsi les voix françaises de Denzel Washington, Danny Glover, Morgan Freeman, Bill Cosby, Forest Whitaker, Don Cheadle et Whitney Houston sont tous doublés par des comédiens blancs.
En 2005, elle raconte qu'en tant que fille métisse, il lui fut souvent assigné des rôles influencés par sa couleur de peau et renvoyant à des rôles d'étrangers ou situés aux États-Unis. En 2015, elle publie le livre Quel dommage que tu ne sois pas plus noire qui développe une réflexion sur les discriminations subies par les métis, jugés pas « assez noire » pour représenter un mélanoderme.

## Théâtre
- 2024-2025 : Tombé du camion, de Diane Chavelet et Hakim Bah, mise en scène des auteurices, Théâtre de la Poudrerie et Théâtre de la Manufacture ;  Le Mandat, de Nicolaï Erdman, mise en scène Patrick Pineau, Théâtre de la Tempête
- 2023 : Au-dessus de la cime des arbres, de Yasmine Modestine, lecture,Théâtre du Rond-Point[8].

- 2022 : Partir en Livre, Partir en Emerveille, de Patrick Chamoiseau, mise en espace Yasmina Ho You Fat, Martinique.
- 2020-21: Et John Lennon est mort, de Yasmine Modestine, mise en espace Yasmine Modestine, Espace Triartis 
  - Au-dessus de la cime des arbres, de Yasmine Modestine, lecture dirigée par Yasmine Modestine, Théâtre de la Reine Blanche
  - Testament d’Heiligenstadt in Concert Beethoven, mise en scène Yasmine Modestine / Philippe Defosse, Auditorium de la Maison des Arts d'Aubergenville
  - Scorpion, de Laure Marion, mise en scène Laure Marion, Les Plateaux Sauvage

- 2020 : Box office, de David Mamet, mise en scène Yasmine Modestine, Studio-Théâtre d’Asnières-ESCA
- 2019 : Oronoko, d'Aline César d'après Aphra Behn, mise en scène Aline César, Guyane, Essone.
  - Les Lunes, d'après Marina Tsvetaeva, mise en scène : Isabelle Hurtin, Théâtre de l'Epée de bois, Cartoucherie.
- 2018 : Histoires Naturelles, de Jules Renard, mise en scène :  Yasmine Modestine / Philippe Defosse, Auditorium Maison des Arts d'Aubergenville  Lecture musicale 
  - Le carnaval des animaux, de Francis Blanche et Saint-Saens, mise en scène de Yasmine Modestine, chef d'orchestre Philippe Defosse, Auditorium Maison des Arts d'Aubergenville.
- 2017 : Lectures-rencontres de Quel dommage que tu ne sois pas plus noire, de Yasmine Modestine, librairies.
- 2016 : Lectures de textes de François Noudelmann et de Catherine Simon, Festival Écoute, on lit.
- 2011 : Révolutions, textes de Aimé Césaire, Patrick Chamoiseau, Olympe de Gouges, mise en scène : Yasmine Modestine, Château de la Roche Guyon.
- 2008 : Chants d'ombre : hosties noires, de Léopold Sédar Senghor, mise en musique : Yasmine Modestine, l'Archipel, Paris.
- 2005-2007 : Le Prince charmant, de Yasmine Modestine (lecture), direction d'acteurs : Yasmine Modestine et Patrick Pineau, Théâtre de la SACD, Théâtre 13.
  - Dorothy Parker (lectures), mise en scène Rachel Salik.
- 2004 : Andromaque, de Racine, mise en scène Serge Lipzsic, Rencontres Internationales de Corse / ARIA. Les Acteurs de bonne foi, de Marivaux, mise en scène Bruno Cadillon, Rencontres Internationales de Corse / ARIA.
- 2002 : Le Prince charmant, de Yasmine Modestine (lecture), direction d'acteurs : Philippe Adrien, Théâtre de la Tempête.
- 2001 : Le Voyage vers Grand-Rivière, de Jean-René Lemoine, mise en scène Jean-René Lemoine, CDN Sartrouville.
- 1997 : Médée, d'Euripide, mise en scène Monique Hermant, Espace Jemmapes.
- 1996 : Hélène, de Jean Audureau, mise en scène Jean-Louis Thamin, CDN Bordeaux, Théâtre du Vieux Colombier, Paris.
- 1994 : Fête Foreign, de Jean-Marie Besset, mise en scène Geneviève Mnich, Théâtre de la Gaité.
- 1993 : Le Procès de Jeanne d'Arc, de Bertolt Brecht, mise en scène Jean Claude Fall, TGP Saint Denis. Histoires de désir (lectures) direction d'acteurs Stanislas Nordey, Théâtre du Rond-Point. Stage École des Maîtres, Lev Dodine.Yanis Kokkos.
- 1991 : Algérie 54-62 de Jean Magnan, mise en scène Robert Girones.
- 1990 : Fragment d'une lettre d'adieu lue par des géologues, de Normand Chaurette, mise en scène Gabriel Garan.

## Filmographie

### Cinéma
- 1991 : Toutes peines confondues de Michel Deville
- 1993 : Dernier Stade de Christian Zerbib
- 1994 : Consentement mutuel de Bernard Stora
- 1996 : Rainbow pour Rimbaud de Jean Teulé
- 1997 : Du bleu jusqu'en Amérique de Sarah Lévy
- 2000 : Tueurs de petits poissons d'Alexandre Gavras
- 2003 : Brodeuses d'Éléonore Faucher
- 2004 : Grabuge ! de Jean-Pierre Mocky
- 2012 : Temps d’amour (court métrage) d’Anne Jacqueline
- 2013 : En morceaux (court métrage) d’Anne Jacqueline

### Télévision
- 1992 : Destin sous influence d'Emmanuel Fonlladosa
- 1997 : Chaos technique de Laurent Jaoui
- 1998 : Julie Lescaut (TV), épisode 2 saison 7, Bal masqué de Gilles Béhat : Mme Vigneron
- 2000 : La Crèche de Jacques Fansten et Patrice Martineau
- 2003 : Louis Page de Philippe Roussel
- 2011 : Fortunes de Stéphane Meunier
- 2011 : Platane d'Éric Judor et Denis Imbert

## Œuvres

### Théâtre
- 2010 : Mademoiselle, Éditions Le Solitaire  (ISBN 9782916388779)
- 2011 : Le Prince Charmant, Éditions Le Solitaire  (ISBN 9782364070288)
- 2011 : Le Chinois Vert à Pattes Jaunes, Éditions Le Solitaire  (ISBN 9782364070295)
- 2012 : Umaël et moi, Éditions Le Solitaire,  (ISBN 978-2-36407-055-4)

### Essais
- Quel dommage que tu ne sois pas plus noire, Paris, Max Milo, 9 juin 2015, 232 p. (ISBN 978-2-315-00637-3)
- Noires mais blanches, blanches mais noires : les figures féminines noires ou métisses au théâtre de Cléopâtre à Ourika, Paris, L'Harmattan, 2020, 174 p.  (ISBN 978-2-343-19731-9)

ROMAN
- Et John Lennon est mort, Paris, TriArtis, 12 août 2024, 106 p.  (ISBN 978-2-490198-52-8)